# 医王寺 (さいたま市南区)
医王寺（いおうじ）は、埼玉県さいたま市南区にある真言宗豊山派の寺院。

## 歴史
創建年代は不明である。ただ修験道の僧侶が開山となり、当地の住民の金子内匠が開基となったという。内匠はかねてより自分の屋敷内に弘法大師空海作と伝えられる薬師如来像を安置する薬師堂を設けていた。この薬師堂を基に寺を創建したものである。
現在の当寺の所属宗派は真言宗豊山派であるが、修験道との関連が深い奈良県宇陀市の室生寺を通じて、現在の宗派になっている。

## 文化財
- 延慶二年銘板石塔婆（さいたま市指定有形文化財 昭和42年3月25日指定）[3]

## 交通アクセス
- 武蔵浦和駅より徒歩8分。

## 周辺
- さいたま市立白幡中学校
- 白幡沼
- 睦神社